# Andrea Pizzini
Andrea Pizzini (* 4. Oktober 1977 in Mezzolombardo, Trentino, Italien) ist ein italienischer Filmemacher.

## Leben
Er diplomierte im Jahr 1996 an der Film und Fernsehschule ZELIG in Bozen. Seit 2001 ist er als Dokumentarfilmer bei der Produktionsfirma helios tätig.
Seine Filme dreht er meistens in Lateinamerika. Schwerpunkt sind dabei soziale Themen (Krieg, Armut, Wirtschaft, Menschenrechte). 2001 wurde er mitsamt der gesamten Filmgruppe während der Dreharbeiten von „Die Wölfin und die Schlange“ aus Ecuador ausgewiesen. Schuld daran war die kritische Haltung gegenüber dem Bau der OCP (oleoducto de crudos pesados), einer Ölpipeline, die heute das gesamte Ecuadorianische Urwaldgebiet durchquert. Der Film wurde vom nationalen staatlichen italienischen Sender RAITRE ausgestrahlt.
Im Jahr 2003 drehte er eine Dokumentation in Cochabamba (Bolivien) über eine der weltweit ersten Versuche der Privatisierung des Wassers. Nach der durch den internationalen Währungsfonds erzwungenen Privatisierung der Wasserversorgung verdreifachte die neue Gesellschaft Aguas de Tunari (Tochterunternehmen des US-amerikanischen Bechtel-Konzerns) innerhalb kürzester Zeit die Wasserpreise. Dies führte Anfang 2000 zu heftigen Protesten und einem Generalstreik. Nach Zusammenstößen der Demonstranten mit der Polizei eskalierte die Gewalt, und im April 2000 wurde das Kriegsrecht über die Stadt verhängt. Mitte April 2000 nahm die Regierung die Privatisierung schließlich zurück. Insgesamt starben sieben Menschen, und hunderte wurden verletzt. Teile des Filmes wurden von dem nationalen staatlichen Sender RAIDUE und RAITRE mehrmals ausgestrahlt. Im Jahr 2003 wurde der Film über die Wochenzeitschrift CARTA in ganz Italien verkauft.
Er sei „inmitten der Coronapandemie mit seiner Familie nach Südtirol zurückgezogen“ und lebt in Meran.
Aufmerksamkeit erfuhr Pizzini auch medial, nachdem er 2020 mit seiner Serie wellenbrecher begonnen hatte. Um gegen "Fake News, also die Falschmeldungen" aktiv zu werden, sei er "als Fotograf und Filmemacher" auf der Intensivstation des Zentralkrankenhaus Bozen tätig geworden. Dort lenkte er den Blick auf Covid-Patienten und das behandelnde Umfeld. Er erhielt "viel Lob, aber auch viele Anfeindungen" für seine dokumentarischen Porträts aus der Pandemie und ihrer Bekämpfung. "Er ist ins Fadenkreuz der No-Vax-Extremisten geraten", schrieb der Corriere della Sera.

## Filmografie
Regie
- 2003: Pachamama (Drehort: Bolivien)
- 2004: Es wird schon gehen (Perù)
- 2006: Das bin Ich (Italien)
- 2007: Afrikanische Wege (Kenya)
- 2008: Das was du von mir nicht weisst (Italien)

Kamera
- 1999: Keine will so hoch hinauf (Italien)
- 2001: Die Wölfin und die Schlange (Ecuador)

Ton
- 2003: Ein Mensch unter Menschen (Brasilien)
- 2008: Wie zwei Schwestern (Rumänien/Italien)